# Pascalle
Pascalle is een meisjesnaam.
De naam is afgeleid van Paschalis. Dit is een Latijnse afleiding van het Aramese pascha, dat "pasen" betekent. De naam betekent zoveel als "geboren op paasdag".
Varianten van de naam zijn Pascale en Pasqualle. De jongensnaam is Pascal.